# Салиштеа (Арђеш)
Салиштеа (рум. Săliștea) насеље је у Румунији у округу Арђеш у општини Уда. Oпштина се налази на надморској висини од 419 m.

## Становништво
Према подацима из 2002. године у насељу је живело 393 становника, од којих су сви румунске националности.